# Xã Clearcreek, Quận Fairfield, Ohio
Xã Clearcreek (tiếng Anh: Clearcreek Township) là một xã thuộc quận Fairfield, tiểu bang Ohio, Hoa Kỳ. Năm 2010, dân số của xã này là 4.057 người.